# Raimonds Pauls

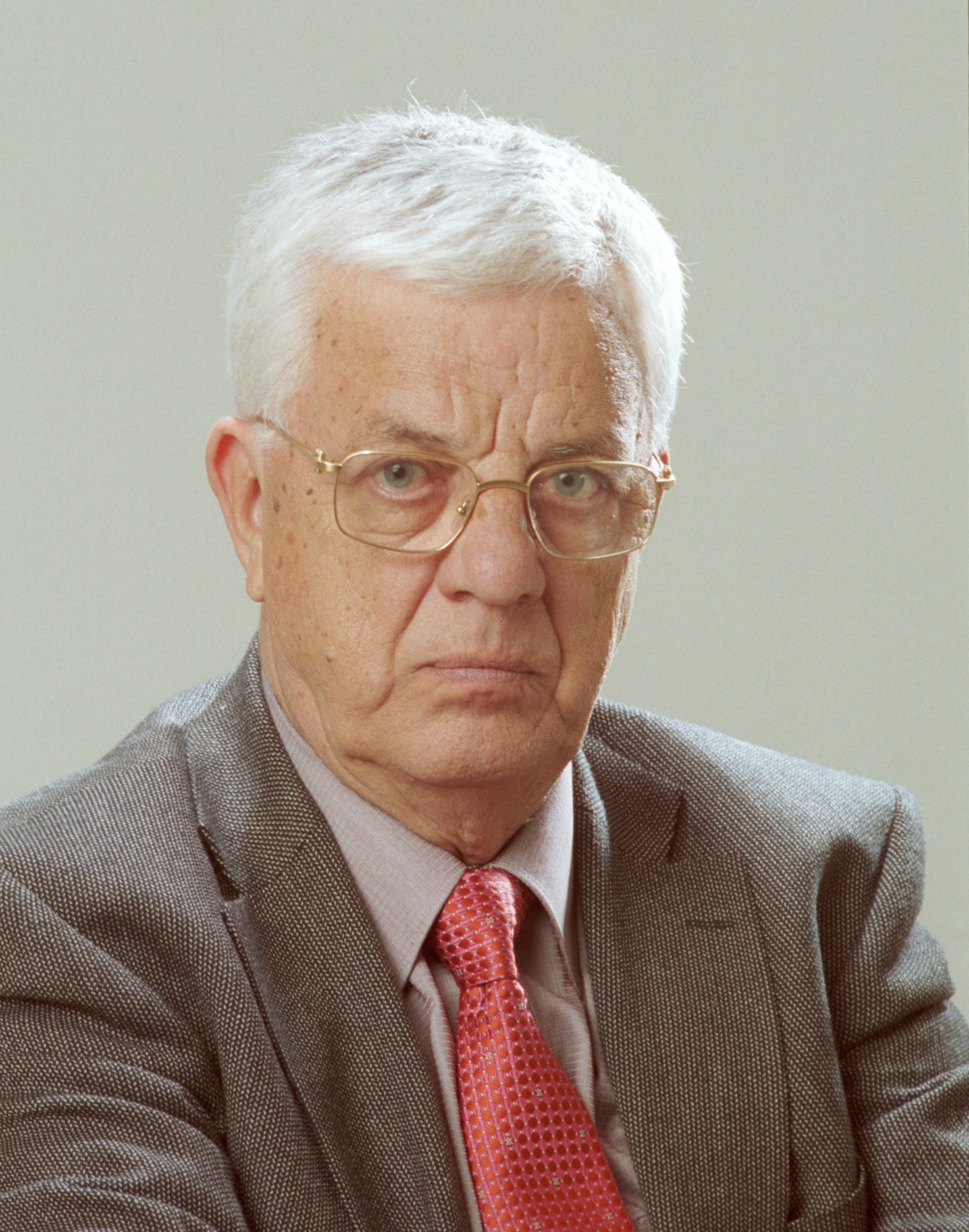
Raimonds Pauls (2010)

Ojārs Raimonds Pauls (* 12. Januar 1936 in Riga) ist ein lettischer Komponist und Pianist.

## Leben und Werk
Raimonds Pauls studierte an der Lettischen Musikhochschule und wirkte anschließend ab 1965 als Leiter des Rigaer Bühnenorchesters. Seine Bekanntheit war zunächst auf seine Heimatrepublik beschränkt. Unter anderem arbeitete er hier mit der in Lettland sehr bekannten Sängerin Nora Bumbiere zusammen. Der Song Lapas dzeltenās (Gelbe Blätter, 1975) wurde zum ersten seiner ostblockweit gespielten Hits. Danach schrieb Pauls die Musik für einige Filme, die – zum Teil dank dieses Umstandes – zu Kassenschlagern wurden: Ilgais ceļš kāpās (Ein langer Dünenweg), Robina Huda bultas (Die Pfeile des Robin Hood). Die Musicals Sister Carry und Sherlock Holmes folgten.
Zu einem Megastar stieg er jedoch zwischen 1980 und 1983 auf, nachdem er für die Popdiva Sofia Rotaru die Lieder Gde ty, ljubow?, Ossoby Drug (Besonderer Freund) und für den Künstler Nikolay Gnatyuk das Lied Tanez na barabane (Tanz auf der Trommel) sowie für die Sängerin Alla Pugatschowa die Songs Million alych ros (Eine Million scharlachrote Rosen), Maestro und Starinnyje tschassy (Die antike Uhr) schrieb. Diese Lieder hatten in der ganzen Sowjetunion überwältigenden Erfolg. Um die Namen Rotaru, Pugatschowa und Pauls entwickelte sich ein Kult, der in diesem Maße dem Land noch unbekannt war. Zudem gewann Nikolay Gnatyuk mit dem Lied Tanez na barabane 1980 den internationalen Preis beim Intervision-Liederwettbewerb in Sopot (Polen).
Ende der 1980er Jahre trennten sich die Wege der beiden Künstler, Pauls begann die Zusammenarbeit mit den Sängern Laima Vaikule und Waleri Leontjew. 2002 gewann seine Protegée Marija Naumova den Eurovision Song Contest. Er war von 2002 bis 2010 an den Veranstaltungen jaunais vilnis zur Förderung musikalischer Talente beteiligt.

## Politik
Nach 1988 leitete Raimonds Pauls das Lettische Staatskomitee für Kultur und 1991 wurde er zum ersten Kultusminister des unabhängigen Lettland. Ab 1993 bekleidete er das Amt des Beraters des Staatspräsidenten für Kultur. 1999 kandidierte er sogar für das Amt des Staatspräsidenten. Von 1998 bis 2010 war er Abgeordneter im lettischen Parlament. Von 1997 bis 2000 war er Vorsitzender der Jaunā partija (deutsch: Neue Partei), „ohne wirklich in der Politik aktiv zu werden“.